# Klaus Sommer
Pour les articles homonymes, voir Sommer.
Klaus Sommer, de son vrai nom Klaus Müller, né le 9 février 1943 à Lugau et mort en 2000 à Bünde, est un chanteur allemand.

## Biographie
Il suit une formation de tailleur de pierre et d'étalagiste. À 15 ans, il vient avec sa guitare sur les scènes de jeunes talents des monts Métallifères. À Zwickau, il est découvert par la chanteuse Ruth Brandin qui le présente à Wolfgang Kähne, le producteur d'Amiga. Son premier disques, Hokuspokus, sorti en 1964 sous le nom de Ten Oliver, est un duo avec Tina Brix. Son producteur est ensuite Gerd Natschinski et lui fait prendre le nom de Ten Oliver. Il forme le duo Ten & Daisy avec Kathrin Andree qui deviendra sa femme. En 1972, il représente la RDA à l'Internationales Schlagerfestival Dresden. En 1973, son album se fait en collaboration avec Sonja Schmidt. De 1964 à 1975, il sort 24 singles et produit une centaine de titres. Il cesse de paraître dans les médias en 1976 et revient en 1983. La chanson Der Teufel schläft nie sort dans toute l'Allemagne en 1990, la même année sort Nie auseinander, son dernier titre publié.

## Singles
- 1965 : Hokuspokus (sous le nom de Ten Oliver avec Tina Brix) (Amiga)
- 1965 : Sunshine-Girl / Das Mädchen, das du liebst (sous le nom de Ten Oliver) (Amiga)
- 1965 : Blauer Himmel und Sonnenschein (sous le nom de Ten Oliver avec Tina Brix) (Amiga)
- 1965 : Verlorene Liebe / Bonnie (sous le nom de Ten Oliver) (Amiga)
- 1966 : Du warst ein Engel / Du kannst dich auf mich verlassen (sous le nom de Ten Oliver) (Amiga)
- 1967 : Grüner Klee – weißer Schnee / Sternennacht – schöne Sternennacht (sous le nom de Ten Oliver avec Daisy) (Amiga)
- 1967 : Es ist nie zu spät / Mondschein auf dem Meer (Amiga)
- 1967 : Heute und Morgen und alle Zeit / Ich war ein Vagabund der Liebe (Volkmar Böhm) (Amiga)
- 1967 : Alle Schätze dieser Erde / Ich liebe dieses Land (Amiga)
- 1968 : Sommerliebe (Gabriele Kluge) / Wo ist der himmelblaue Bikini (Amiga)
- 1968 : Komm mit deinen Träumen zu mir / Verzeih mir, Dana, verzeih (Andreas Holm) (Amiga)
- 1968 : Wir passen gut zusammen (mit Kathrin Andrée) / Feuerland (Theo Schumann-Combo) (Amiga)
- 1968 : Ein bunter Sombrero (Volkmar Böhm) / Sie war das schönste Mädchen (Amiga)
- 1969 : Küssen tu’ ich lieber (Nina Lizell) / Du hast mein Herz alarmiert (Amiga)
- 1969 : Sie ist da / Das kann nur einmal passieren (Marion Velten) (Amiga)
- 1969 : Aber Tag für Tag (Vera Schneidenbach) / Verliebt (Amiga)
- 1970 : Schwanensee-Ballerina / Besinn dich nicht länger (Amiga)
- 1970 : Unsere Sommerreise (Dagmar Frederic/Siegfried Uhlenbrock) / Dankeschön für die Stunden mit dir (Amiga)
- 1971 : Sterne kann ich tanzen seh’n / Mit dir beginnt die Liebe (Amiga)
- 1972 : Mach’s gut und komm bald wieder / Mach doch auf, Katharina (Amiga)
- 1973 : Bleib bei mir / Wunderschöner Tag (Amiga)
- 1973 : Schluß mit dem Warten / Wir geh'n (Amiga)
- 1973 : Carnival (Horst Krüger-Band) / Goodbye, My Love Goodbye (Amiga)
- 1975 : Komm an meine Seite / Dann fängt es wieder an (Amiga)

## Source de la traduction
- (de) Cet article est partiellement ou en totalité issu de l’article de Wikipédia en allemand intitulé « Klaus Sommer » (voir la liste des auteurs).